# Zucchetti Kos Tennis Cup 2008
Lo Zucchetti Kos Tennis Cup 2008 è stato un torneo di tennis facente parte della categoria ATP Challenger Series nell'ambito dell'ATP Challenger Series 2008. Il torneo si è giocato a Cordenons in Italia dal 28 luglio al 3 agosto 2008 su campi in terra rossa e aveva un montepremi di €85 000+H.

## Vincitori

### Singolare
Filippo Volandri ha battuto in finale  Óscar Hernández con il punteggio di 6–3, 7–5

### Doppio
Marco Crugnola /  Alessio Di Mauro hanno battuto in finale  Martín García /  Sebastián Prieto con il punteggio di 1–6, 6–4, [10–6]